# 93e division d'infanterie (Empire allemand)
Pour les articles homonymes, voir 93e division.
La 93e division d'infanterie est une unité de l'armée allemande créée en 1916 qui participe à la Première Guerre mondiale sur le front de l'est. Elle occupe successivement des positions défensives vers le Niémen avant d'être utilisée comme force d'occupation de l'Ukraine au cours de l'année 1918. En 1919, la division est transférée en Allemagne et dissoute.

## Première Guerre mondiale

### Composition

#### 1916 - 1917
- 215e brigade d'infanterie

342e régiment d'infanterie
433e régiment d'infanterie
434e régiment d'infanterie
- cavalerie (en 1917)

5e escadron du 16e régiment de dragons
4e escadron du 85e régiment de cavalerie
- artillerie (en 1917)

35e régiment d'artillerie de campagne
899e batterie d'artillerie de campagne
900e batterie d'artillerie de campagne

#### 1918
- 215e brigade d'infanterie

433e régiment d'infanterie
434e régiment d'infanterie
- cavalerie

5e escadron du 16e régiment de dragons
4e escadron du 85e régiment de cavalerie
- 253e régiment d'artillerie de campagne de Landwehr

### Historique
Le 342e régiment d'infanterie est issu de la 86e division d'infanterie, les 433e et 434e régiments d'infanterie sont des unités nouvellement créées.

#### 1916 - 1917
- octobre 1916 - décembre 1917 : occupation d'un secteur vers Olschanke et Krewljanka et le long du Niémen.

19 - 27 juillet : bataille défensive dans la région de Smarhon. Puis organisation d'un secteur dans la même région et vers le lac Naratch.

#### 1918
- décembre 1917 - avril 1918 : progression de la division vers l'est, la ville de Minsk est atteinte le 2 mars. Le 27 avril, la division est localisée dans la région de Klintsy.
- mai 1918 - mars 1919 : la division est transférée en Ukraine comme force d'occupation. Au cours de l'année 1919, la division est transférée en Allemagne où elle est dissoute la même année.

## Chefs de corps
| Grade                  | Nom                         | Date                                |
| ---------------------- | --------------------------- | ----------------------------------- |
| Generalleutnant        | Eduard von Adriani (de)     | 10 septembre - 19 novembre 1916     |
| General der Infanterie | Rudolf von Freudenberg (ru) | 20 novembre 1916 - 2 septembre 1918 |
| Generalleutnant        | Ernst von Reuter            | 3 septembre 1918 - avril 1919       |